# Trangan
Trangan là một đảo trong quần đảo Aru trên biển Arafura. Đảo thuộc tỉnh Maluku của Indonesia. Đảo có diện tích 2.149 km2. Các đảo lớn khác trong quần đảo là Tanahbesar (còn gọi là Wokam), Kola, Kobroor, Koba và Maikoor. Dân số của đảo Trangan theo số liệu năm 2016 là 14.599 người. Điều kiện địa lý của đảo Trangan chủ yếu là xavan khô hạn.